# Godolphin Cross
Godolphin Cross – wieś w Anglii, w Kornwalii. Leży 14 km na wschód od miasta Penzance i 398 km na południowy zachód od Londynu.